# 东铁路街 (哥本哈根)
东铁路街（丹麦语：Østbanegade）是位于西兰岛海岸铁路哥本哈根市区段西侧的一条街，因旁边是铁路线而得名。南起东门站主楼正门前的奥斯陆广场，北至米泽尔法特街（Middelfartgade）附近。横跨哥本哈根市中心区和厄斯特布罗区，全长约2千米。东铁路街西侧是楼群，东侧是铁路线。沿途有多条通道可通向铁路另一侧（包括铁路立交道口等）。
特隆赫姆广场是东铁路街上的一个广场，靠近东门站天桥，夹在东铁路街和特隆赫姆街（Trondhjemsgade）之间。

## 历史

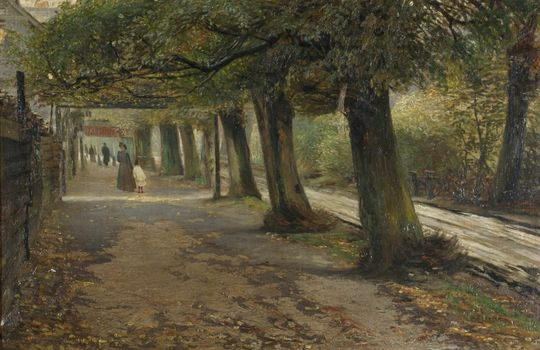
1896年时的东铁路街

东铁路街的规划始于1893年，与西兰岛海岸铁路哥本哈根市区段相关工程同步规划、施工。东铁路街建设工程于1895年开工。1897年东门站启用后改为现名。 东铁路街附近铁路东侧的哥本哈根自由港启用于1894年11月9日，通过填海而成。东铁路街的一部分曾是哥本哈根要塞外围的斜堤。
厄勒化工曾在化学家汉斯·彼得·约恩·尤利乌斯·汤姆森的主持下于1859年在东铁路街开办使用开采自格陵兰的冰晶石生产碳酸钠的工厂。该厂于1990年结业。

## 知名建筑

### 斜堤大楼
位于东铁路街1号，建于1900年至1903年间，总设计师是安德烈亞斯·克萊門森。曾是Monberg & Thorsen公司的总部。

### 斜堤花园
斜堤花园是位于东铁路街与特隆赫姆街（Trondhjemsgade）交口处的一幢住宅楼，靠近东门站天桥和特隆赫姆广场。门牌号是东铁路街11号。1904年完工，总设计师是Aage Langelannd-Mathiesen。

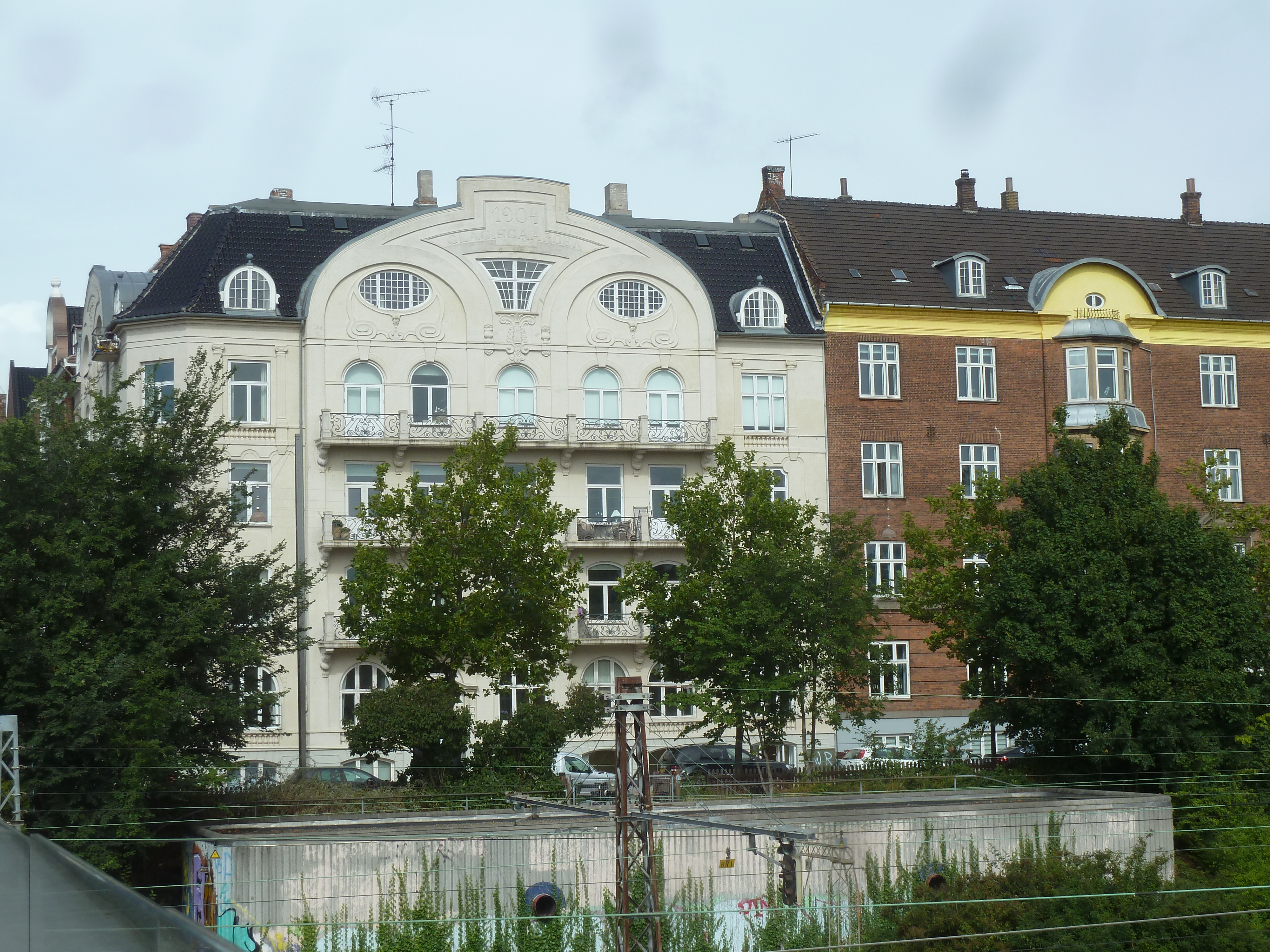
斜堤花园（英语：Glacisgården）（图片中白色建筑）

### 葛冯楼
位于东铁路街与曼达尔街（Mandalsgade）交口处。葛冯楼横跨曼达尔街（Mandalsgade）两侧，是一栋公寓楼。同时拥有东铁路街19号、21号两个门牌号。1902年完工，总设计师是菲利普·史密斯（Philip Smidth）。名称来自北欧女性贞洁的守护神葛冯。

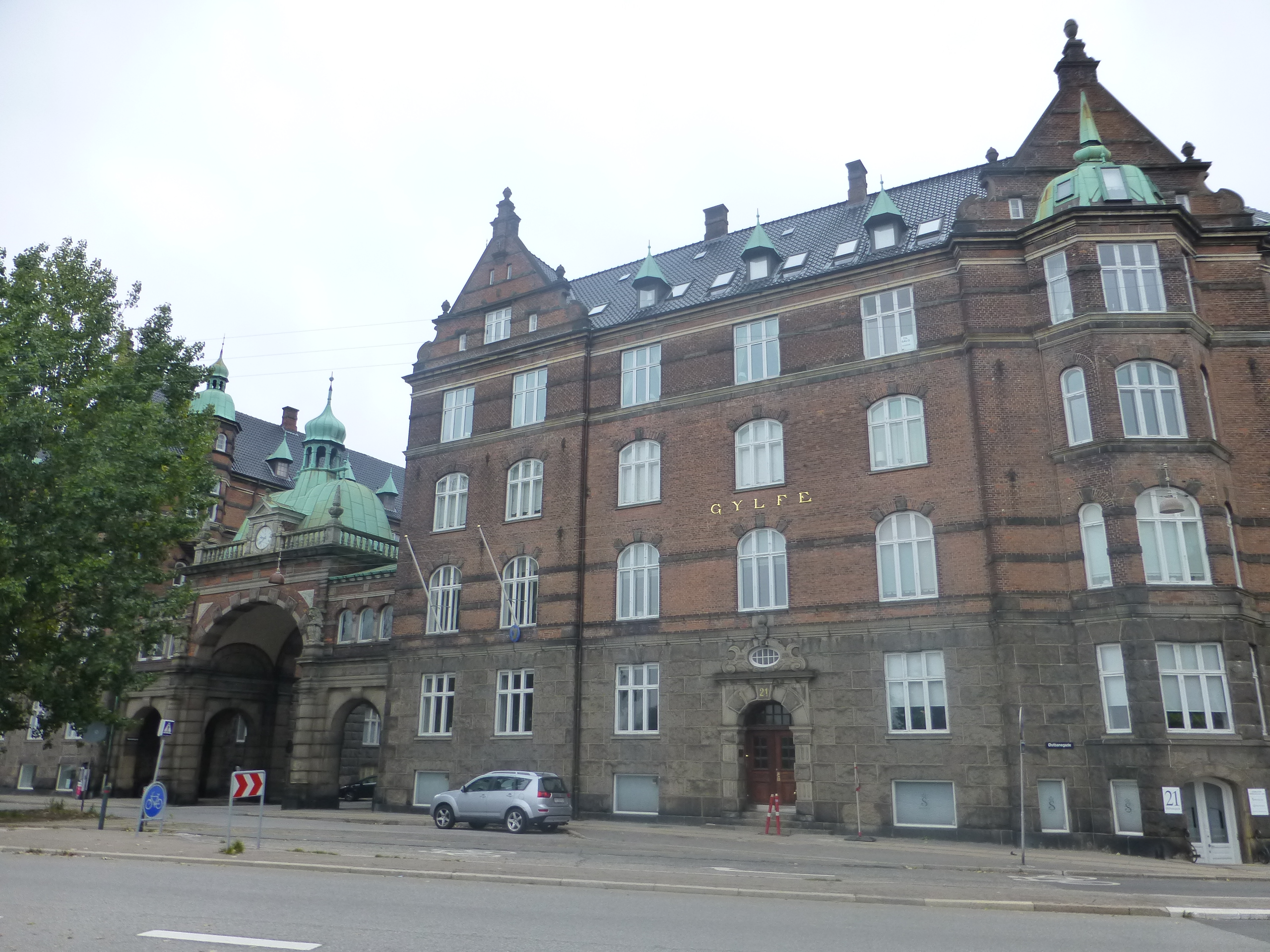
葛冯楼东铁路街21号部分，现在是爱尔兰大使馆。

### 厄斯特布罗消防队
位于东铁路街99号，1901年完工，总设计师是卢兹维·彼得·芬格。

## 公共艺术

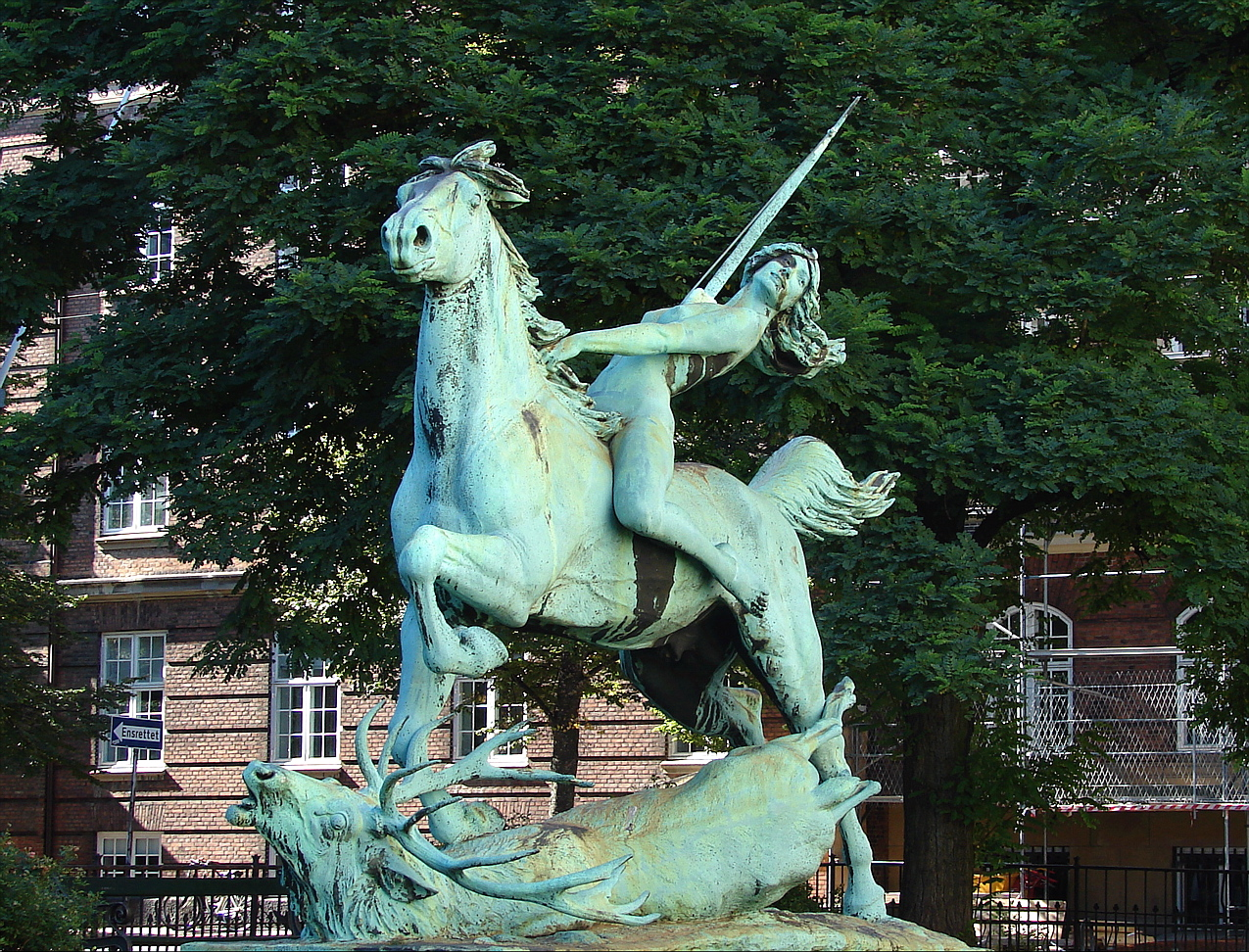
狄阿娜骑马雕塑，作者：卡爾·約翰·邦納森

在特隆赫姆广场的花园中，有一尊由丹麦雕塑家卡爾·約翰·邦內森制作的狄阿娜骑马的雕塑。这一雕塑于1909年安放在特隆赫姆广场，赞助人是卡爾·雅各布森。 位于东铁路街与北自由港街交口处的人行/非机动车铁路涵洞中装饰有Ib Spand Olsen根据自己童年回忆中的哥本哈根厄斯特布罗制作的艺术作品。

## 交通
东门站和北港站均在东铁路街设有出入口。其中东门站是国铁、哥本哈根市郊铁路、哥本哈根地铁共构车站。北港站可乘坐哥本哈根市郊铁路列车。

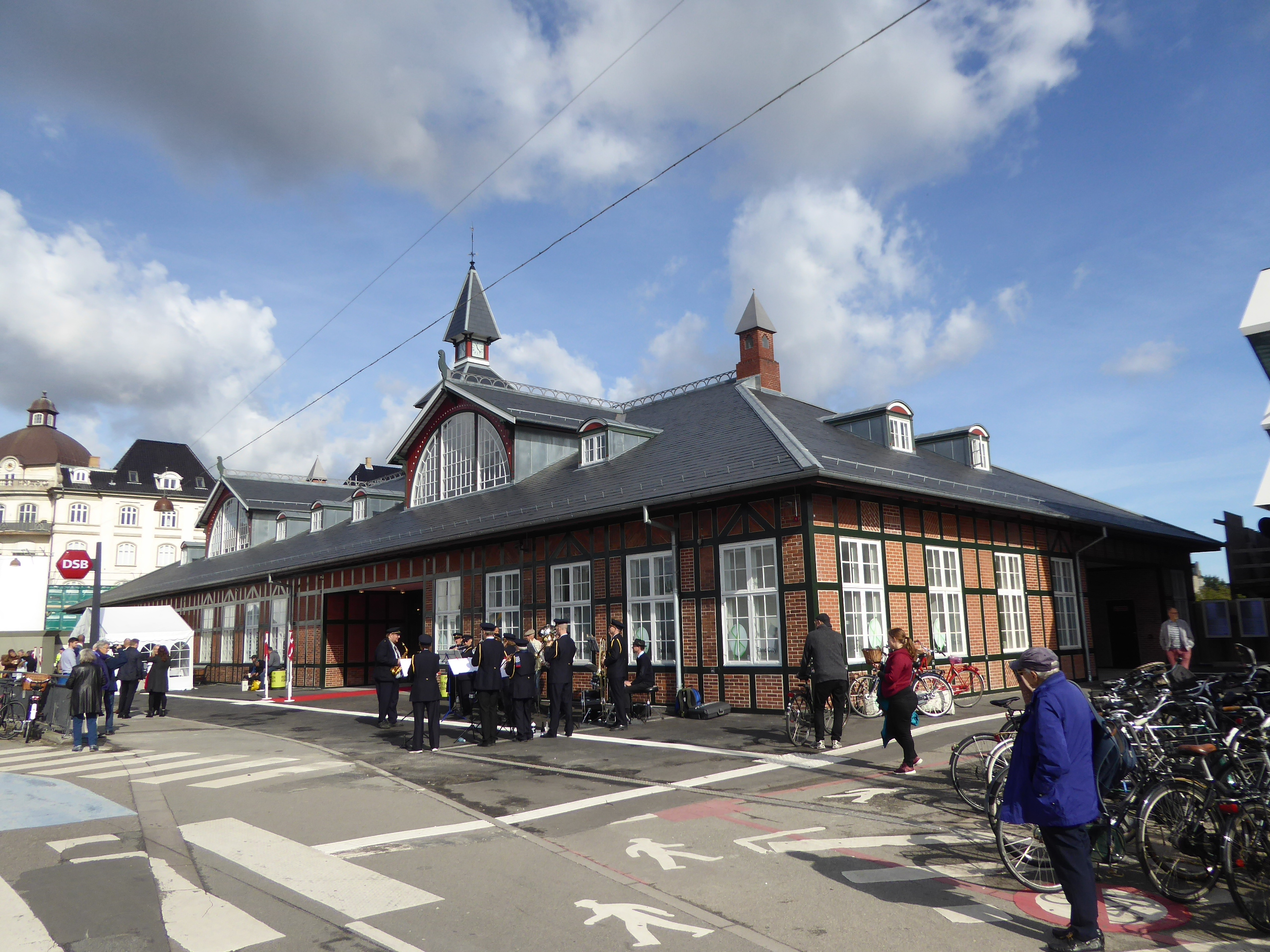
东门站，夹在东门站主楼与背景中的白色建筑间的街道即是东铁路街
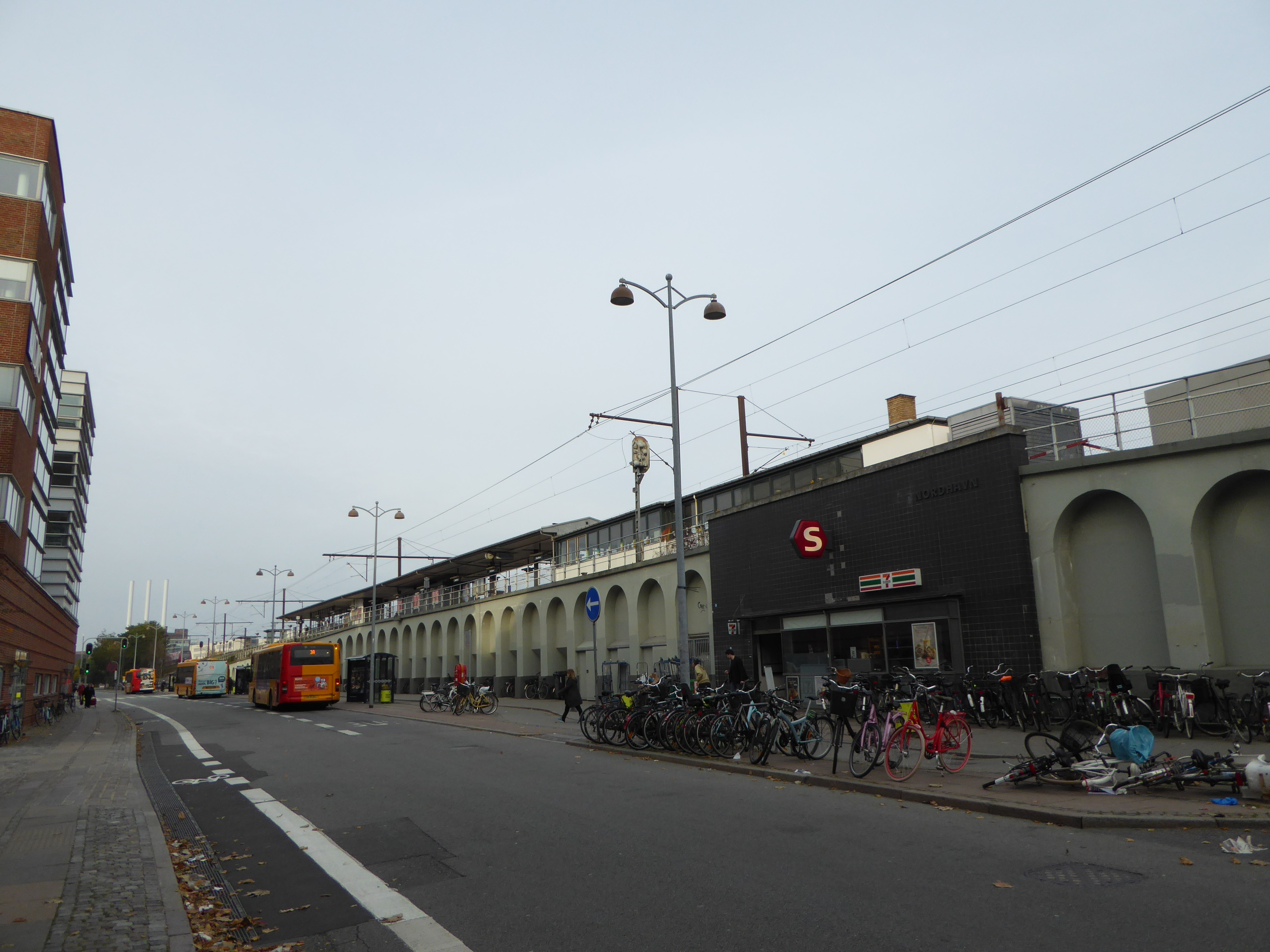
北港站正面的街道即是东铁路街。

## 图片集

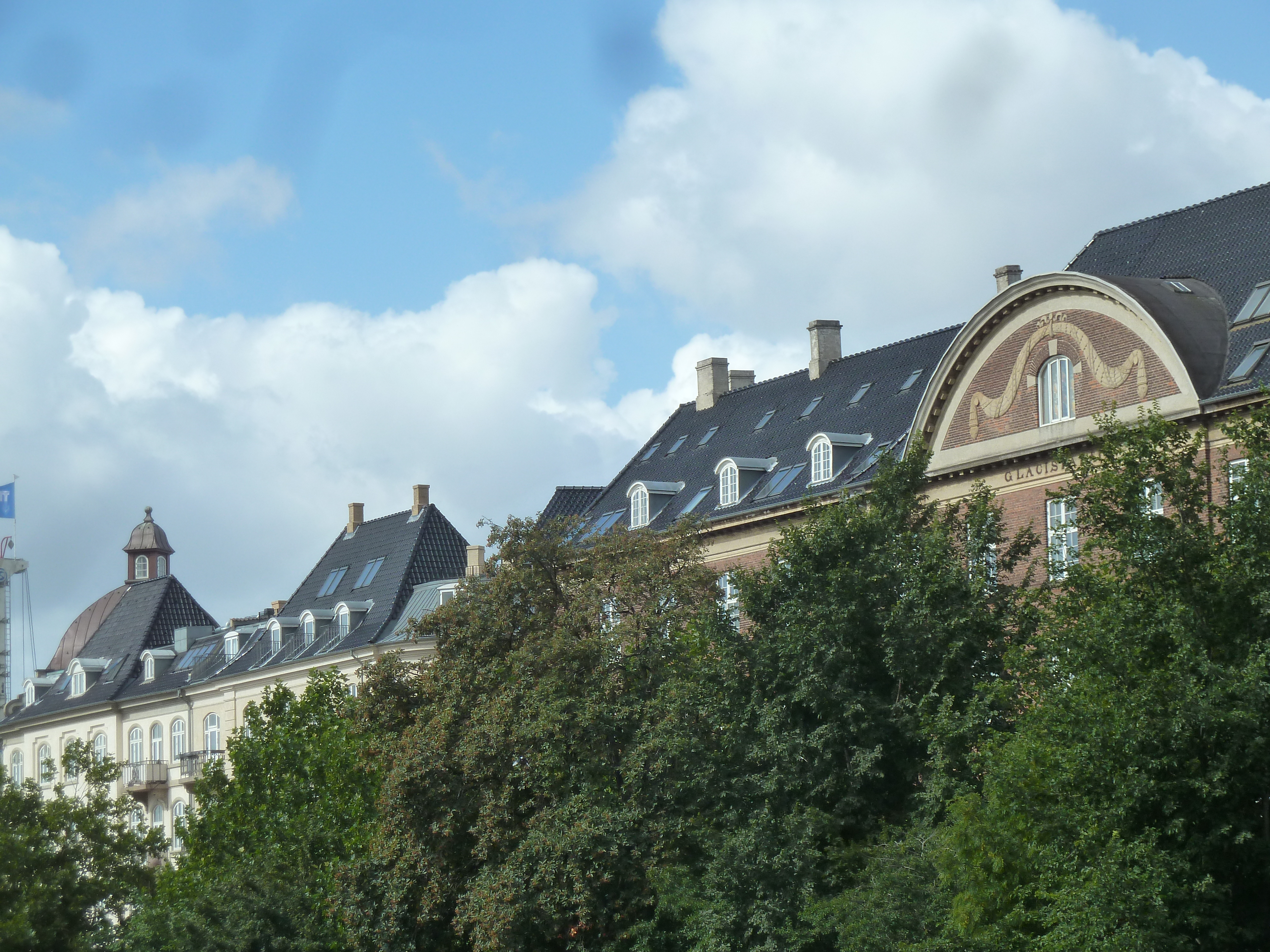
东铁路街之二
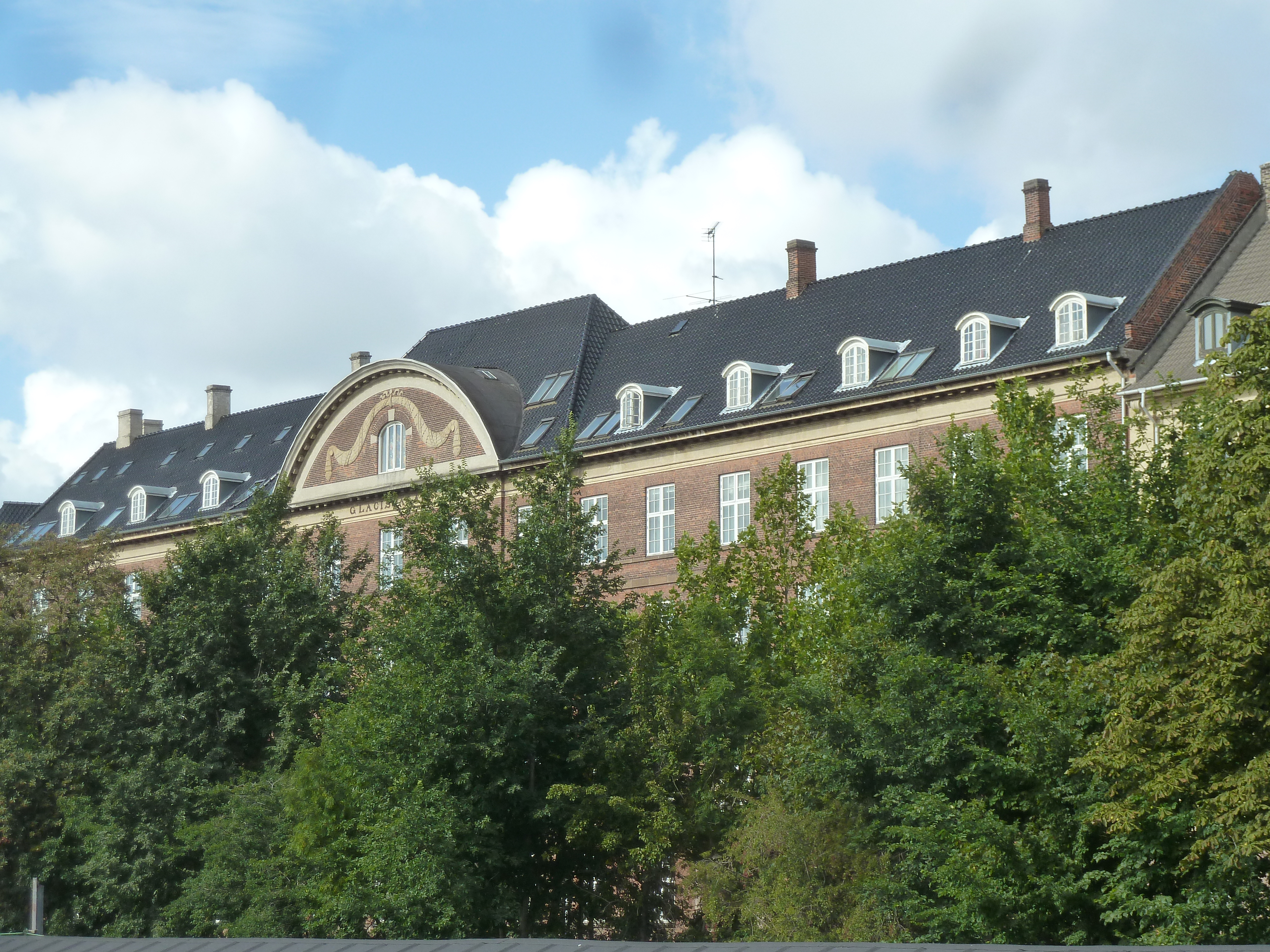
东铁路街之三
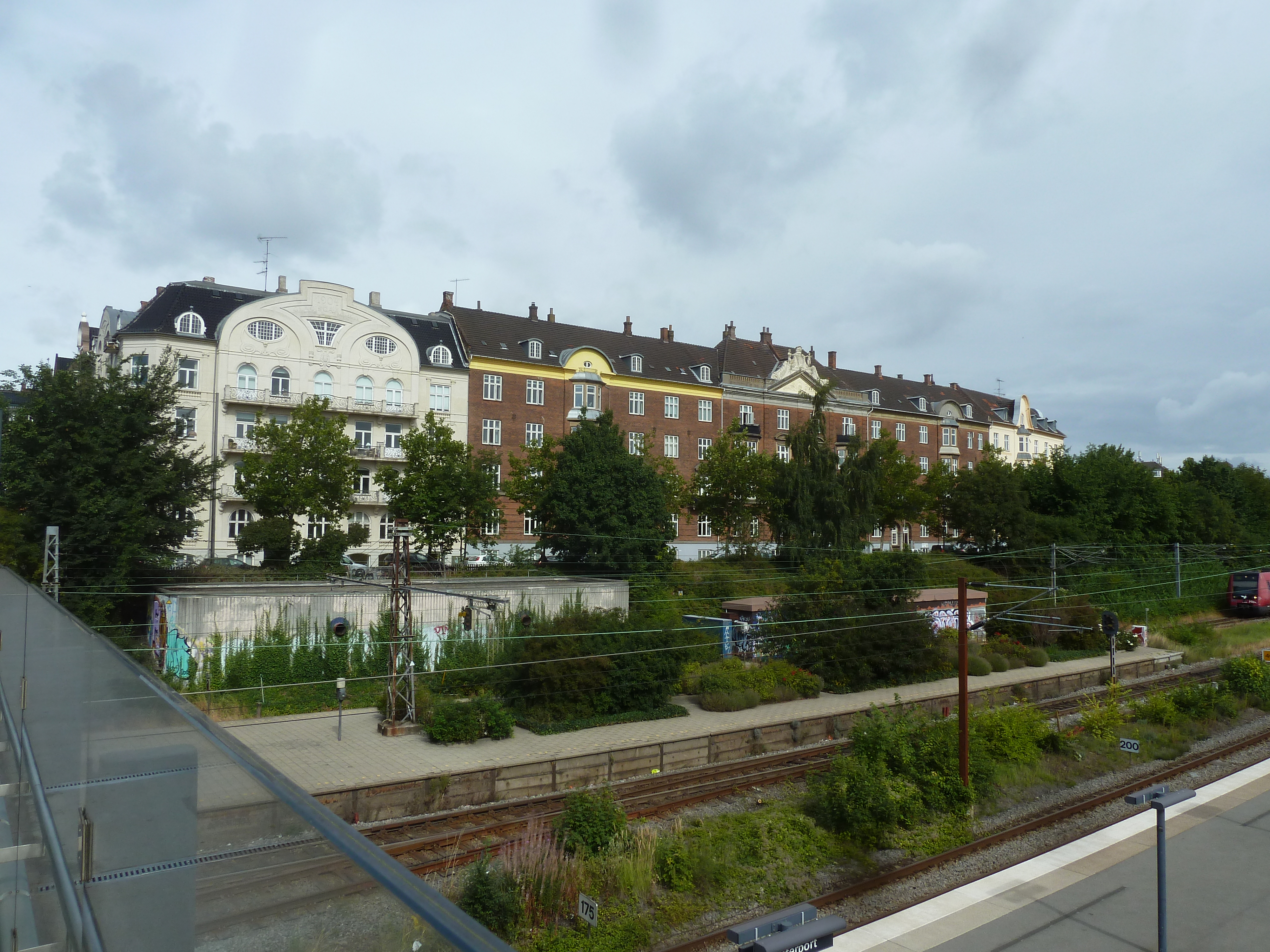
在东门站天桥上拍摄的东铁路街照片。照片下方的铁路即为东门站股道。